# Réduction directe (haut fourneau)
Ne doit pas être confondu avec Réduction directe.
La réduction directe est la fraction de la réduction des oxydes de fer qui se produit dans un haut fourneau par la présence du carbone du coke, le reste — réduction indirecte — étant le fait du monoxyde de carbone provenant de la combustion du coke.
Il faut également noter que beaucoup d'oxydes non ferreux sont réduits par ce type de réaction dans un haut fourneau. Cette réaction est donc essentielle au fonctionnement des procédés historiques de production des métaux non ferreux par des hauts fourneaux non sidérurgiques (c'est-à-dire les hauts fourneaux destinés à la production de ferromanganèse, de ferrosilicium , etc., qui ont disparu).
Les procédés sidérurgiques de réduction directe qui mettent en contact les oxydes métalliques avec le carbone (typiquement les procédés fondés sur l'utilisation de houille ou de charbon de bois) exploitent également cette réaction chimique. Beaucoup semblent même, en première approche, ne mettre en œuvre que cette réaction. C'est ainsi que les procédés historiquement concurrents aux hauts fourneaux, comme la forge catalane, ont été assimilés à cette réaction. Mais les procédés modernes de réduction directe sont souvent fondés sur l'utilisation exclusive de gaz réducteurs : dans ce cas, leur appellation prend une signification exactement contraire à celui de la réaction chimique.

## Définition
Pour un article plus général, voir Haut fourneau.
Pour le haut fourniste, la réduction directe correspond à la réduction des oxydes par le carbone du coke. Pratiquement, la réduction directe n'intervient de manière sensible que pour la dernière étape de réduction du fer dans un haut fourneau sidérurgique, en participant à la réduction de la wustite (FeO) en fer. Dans ce cas précis, la réaction chimique s'écrit, trivialement :

          FeO + C → Fe + CO            consommant 155,15 kJ/mol

Cependant, « à l'état solide, on ne constate pratiquement pas de réaction en l'absence des gaz, même entre des poudres finement broyées de minerai de fer et de charbon. Autrement dit, il apparait certain que la réaction se fait par les gaz ». Ce qui signifie que la réduction directe correspond très probablement à l'enchaînement des réactions suivantes :

          FeO + CO → Fe + CO2       produisant 17,45 kJ/mol              (réduction par le CO)

          CO2 + C ⇌ 2 CO               consommant 172,45 kJ/mol          (équilibre de Boudouard)

## Rôles
En participant pour environ la moitié à la transformation de la wustite FeO en fer, cette réaction ôte 30 % de l'oxygène total apporté essentiellement sous la forme d'oxyde de fer Fe2O3,. Ce mode de réduction de la wustite est très endothermique alors que la réduction des oxydes de fer par le CO est légèrement exothermique (+155,15 kJ/mol contre -17,45 kJ/mol), il est essentiel de la limiter au maximum.
Cette réaction concerne cependant tous les oxydes de fer présents dans un haut fourneau, mais aussi les oxydes de manganèse(II) (Mno), la silice (SiO2), de chrome de vanadium et de titane, qui sont réduits partiellement dans les hauts fourneaux sidérurgiques. Ces réactions chimiques s'écrivent alors :

          MnO + C → Mn + CO           consommant 282,4 kJ/mol à 1 400 °C          (démarre au-delà de 1 000 °C et concerne la moitié du manganèse présent dans la charge)

          SiO2 + 2 C →  Si + 2 CO       consommant 655,5 kJ/mol          (démarre au-delà de 1 500 °C)

Le chrome et le vanadium se comportent comme le manganèse, le titane comme le silicium. Quant aux autres oxydes de fer, leur réduction directe est d'importance négligeable. Celle-ci s'écrit :

          3 Fe2O3 + C → 2 Fe3O4 + CO       consommant 118,821 kJ/mol

          Fe3O4 + C → 3 FeO + CO             consommant 209,256 kJ/mol

Dans les hauts fourneaux non sidérurgiques, destinés à la production de ferroalliages, la réduction directe est fondamentale. Par exemple, pour la production de ferronickel, on y a les deux réactions de réduction directe :

          NiO + C → Ni + CO            au-delà de 445 °C

          FeO + C → Fe + CO          au-delà de 800 °C

Ainsi, bien que le nickel se réduise un peu plus facilement que le fer, il n'est pas possible de le réduire et le couler indépendamment du fer.